# تيكاني
تيكاني Teekanne هي شركة تجارة في الشاي، مقرها في مدينة دوسلدورف في  ألمانيا.
أسسها رودولف أندرس وأويغن نيسله، وكانا أول من باع الشاي في علب معدنية، ومزجا أنواع الشاي بجودة عالية. ويقال أنهما اخترعا آلة تعبئة الشاي في أكياس. وتعتبر الشركة من أكبر الشركات في إنتاج أكياس الشاي في العالم، حيث تنتج أكثر من سبعة ونصف مليار كيس شاي في السنة.